# フランシスコ・フランコ
フランシスコ・フランコ・バアモンデ（Francisco Franco Bahamonde、IPA : [fɾan'θisko 'fɾaŋko]、1892年12月4日 - 1975年11月20日）は、スペインの軍人（大元帥）、政治家。1936年から1975年まで長期独裁を敷いたことで知られる。

## 生涯

### 軍人として
フランコは、スペイン北西部ガリシア地方のエル・フェロルで生まれた。エル・フェロルは海軍基地のある町で、父も祖父も海軍の軍人であった。出生時の洗礼名はフランシスコ・パウリーノ・エルメネヒルド・テオドゥロ・フランコ・バアモンデ・サルガード＝アラウホ・イ・パルド・デ・ラマ（Francisco Paulino Hermenegildo Teódulo Franco Bahamonde Salgado-Araujo y Pardo de Lama）。彼は5人の兄弟の二男で、兄ニコラス、妹二人（ピラール、マリア・デ・ラ・パス）、弟ラモンがいた。祖父と父は海軍主計准将までなっている。母を人生の師としていた。フランコもバアモンデもスペインでは一般にユダヤ系の姓であり、フランコをユダヤ系と見なす向きもある。
父や祖父と同じ海軍を志望していたが、軍縮で海軍が募集を中止したため、1907年にトレドの陸軍歩兵士官学校に入学した。1910年に卒業すると少尉となった。1912年にはモロッコに着任した。スペイン領モロッコでは原住民の反乱が頻発していた。当時のモロッコ北部のリーフ地方では、1923年にアブド・エル・クリムがスペイン軍を駆逐してアミールとなり、自治国家リーフ共和国の設立を宣言していた。1925年9月に、スペイン軍はリーフ地方への上陸作戦を行い、青年将校だったフランコはこの戦闘で活躍した。フランコはモロッコで順調に昇進し、1926年には准将となった。33歳の将官は、当時の欧州では最年少であった。1934年にアストゥリアス地方で革命運動が起きると、フランコはモロッコ駐留軍も投入して鎮圧した。その翌年の1935年には陸軍参謀総長となった。

### スペイン内戦
1936年2月の選挙で左派が辛勝、フランコは参謀総長を解任され、カナリア諸島司令官に左遷された。人民戦線政府は社会主義的理念に基づく改革を実行、教会財産を没収し、ブルジョワに対する締め付けを強めた。これは農民や労働者層に支持されたが、地主や資本家、カトリック教会などの保守勢力や知識層とは対立した。
同年7月にモロッコで駐留軍が決起、フランコは同地に飛んで指揮権を掌握し、モロッコ部隊を本土に輸送した。この反乱はスペインを二分する大規模な内戦に発展した。人民戦線政府により反乱軍（Bando sublevado）と呼ばれた勢力（「国民軍」 Bando nacional を自称した）の中心人物は当初ホセ・サンフルホ将軍やエミリオ・モラ将軍などであり、フランコは反乱側の一指揮官でしかなかった。しかし、サンフルホは1936年7月に飛行機事故で死亡し、緒戦で反乱軍は敗北を重ねるなど、長期化の様相を見せ始めると、戦功のあるフランコと、戦前から人望が高かったモラが反乱側の人気を二分するようになる。

### 総統就任
1936年10月1日、ブルゴスにおいて反乱軍の総司令官に指名され、（一方的な）国家元首に就任した。その際フランコは、軍総司令官として大元帥（Generalísimo、総帥とも訳される。軍における最終階級は陸海空元帥）、国家元首としてカウディーリョ・デ・エスパーニャ（Caudillo de España、以下総統）の称号を用いた。1937年6月にモラが乗機の墜落事故で死亡すると、並ぶ者のいなくなったフランコは反乱軍の最高指導者としての地位を完全に固めた。
また、仮政府として「国家行政委員会」を設置、1938年1月30日にこれを改組して正式に内閣制度を導入、そのトップとなった。

### スペイン統一

総統たるフランコの紋章

その後、フランコはドイツやイタリア、ポルトガルの支援を受けて、共和派勢力と戦った。反乱軍の主力は陸軍で、空・海軍の大部分は共和国側についたため反乱軍はモロッコ駐留軍を本土に送ることができなかった。フランコは状況を打開するために独伊政府に協力を仰ぎ、それを承諾した両国は輸送機をモロッコに派遣し現地の反乱軍部隊をスペイン本土へ空輸した。また日本はドイツとイタリアに次いでフランコ政権を承認した列強であり、フランコ政権が満洲国を承認したのはその見返りであるとされている。
なお、フランコに対する人民戦線政府は内部に共和主義者、共産主義者、無政府主義者を抱えていたため、統一性に欠けた。フランスは当初人民戦線を支援したものの国内の反発で即座に中止、また人民戦線はソ連や国際旅団（イギリスやアメリカなど各国の義勇兵）の支援を受けるも、独伊軍、そして両国の政府からの強力な支援を受ける反乱軍に対する劣勢は覆せなかった。
1938年の3月、反乱軍はアラゴン攻勢を開始し、4月には地中海に到達して共和国の支配地域を南北に分断する事に成功した。この危機的状況を打破するために共和国側が7月25日に仕掛けた大攻勢「エブロ川の戦い」が失敗に終わったことで、フランコの勝利が決定的になった。同年暮れから国際旅団の中心地となっていたカタルーニャ地方に総攻撃を開始、翌1939年1月にはバルセロナが陥落、3月27日にマドリードが陥落したことにより人民戦線政府は崩壊、31日にはスペイン全土を制圧、4月1日にフランコは内戦終結宣言を発した。これによりスペインの混乱は一応の終息を迎えたが、内戦によって軍民合わせて数十万人が死亡し、国土の荒廃も著しかった。フランコには同年8月8日に公布された「国家元首法」によって緊急立法権が付与され、強大な権限を持って国家の再建に取り組むこととなる。

### 第二次世界大戦

#### 枢軸国寄りの「中立」

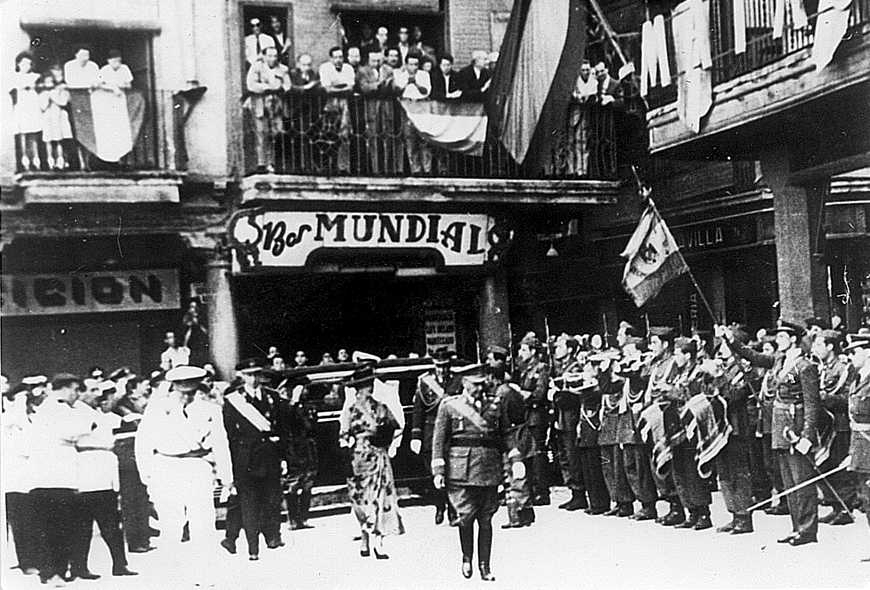
妻とともに地方視察を行うフランコ（1940年）

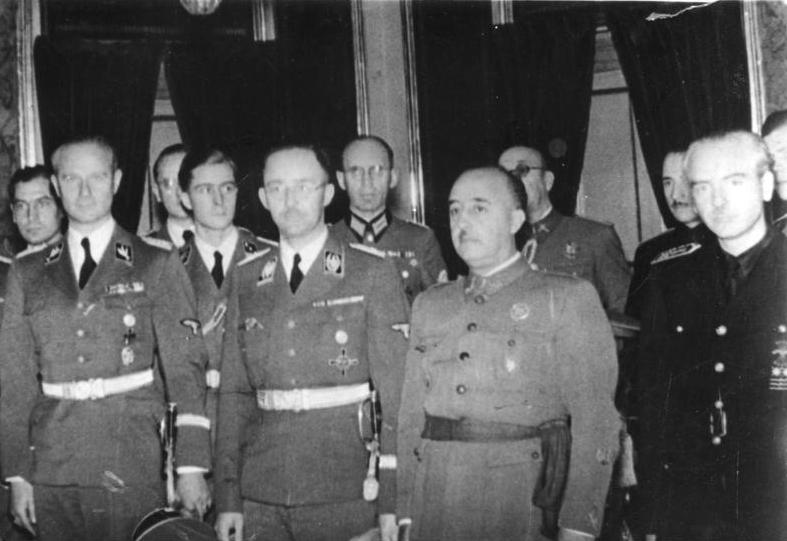
ハインリヒ・ヒムラーとともに（1940年）

内戦終結直前の1939年3月27日、フランコは防共協定に加入し、同年5月には国際連盟から脱退した。一方、9月に第二次世界大戦が勃発すると、フランコは国家が内戦により荒廃したために国力が参戦に耐えられないと判断して中立を宣言した。しかし緒戦におけるドイツの勝利や優勢を見て、1940年6月10日イタリアの参戦直後に中立を放棄、非交戦を宣言した。これによって枢軸国側に近づき、情報提供、独伊艦船への補給などで便宜を図った。非交戦宣言より数日後には、国際管理都市であったタンジェに侵攻、11月これをスペイン領モロッコの一部として併合した。並行してフランコは対英戦参戦の準備を行い、イギリス降伏直前の一週間にスペインが参戦することで、講和・戦後処理会議における発言権を確保しようと思考した。同時に独英休戦の仲介をすることで、ジブラルタルと北アフリカの領土要求をドイツに認めさせようとしたのだが、アドルフ・ヒトラーの反応は冷淡だった。
ドイツがフランス全土を占領し、連合国軍がヨーロッパ大陸から追い出された直後の1940年10月、ヒトラーとアンダイエで会談し、その蜜月関係を世界中に対し誇示した。ヒトラーはスペインの領土要求に対し、仏領北アフリカの大幅割譲はできないとしながら、対英戦後の英国植民地処理で代償が与えられるので領土調整は可能と述べた。フランコはこの時ヒトラーが要求したジブラルタル攻略作戦（フェリックス作戦）のための地上ルート提供や、独伊鋼鉄同盟参加と将来的な日独伊三国同盟への参加を約束し、条件として軍事・経済の「莫大な戦略物資」を要求しつつ、参戦の意思を宣誓した。しかし、バトル・オブ・ブリテンや地中海戦線、特にギリシャ戦線でのイギリスの奮戦と、経済的な英米への依存関係はフランコの参戦意欲を減退させ、翌年に彼はこの合意を無効とし、その後も参戦要求をのらりくらりとかわし続けた。
一方で、ヒトラーが1941年6月にバルバロッサ作戦を発動すると、国中の熱狂的なファシスト1万人近くを集めて青師団を創設し、ドイツ国防軍の義勇部隊として東部戦線に送り込んでいる。国内には独伊に共感する参戦推進派も少なからずおり、それはフランコから見れば中立政策や国内の安定を危うくしかねない不穏分子とも言えた。その為、両国の好感を得、かつそうした反動分子を一掃する方法として、青師団の創設・派遣は一石二鳥であった。さらに内戦の経緯もあって、ソ連を仇敵と見なす国内世論と、これまでの自身の言動を無視できない面や、内戦期におけるドイツ援助への返礼的意味合いもあった。
1941年12月の真珠湾攻撃に際しては日本に祝電を送り、アメリカの不興を買った。一方で、旧植民地で権益が存在したフィリピンに日本軍が侵攻すると、同地に残る利権の扱いを巡り、両国間で軋轢が生まれた。

#### 連合国への傾斜
1943年頃よりヨーロッパおよび北アフリカ戦線において完全に連合国が優勢になると、再び中立を固持するという日和見な姿勢に終始した。1944年頃になると、青師団について連合国側から非難が集まったため、フランコは撤兵を約束、国内に対しては反対する者は厳罰に処する、と声明した。さらに太平洋戦線においても、日本軍が完全に劣勢となった1945年に起きたマニラの戦いにおいては、在留スペイン人の損害問題を理由に、日本と断交した。
フランコは第二次世界大戦を次のように見ていた。「世界では全く別の二つの戦争が戦われている。第一にヨーロッパではソ連に対する戦争であり、第二に太平洋では日本に対する戦争である」とし、独米英を含む「全キリスト教世界」は、野蛮で東洋的・共産主義的なロシアを共通の敵として戦うべきであるとした。彼はこの考えに沿って連合国とドイツの講和調停を行った。

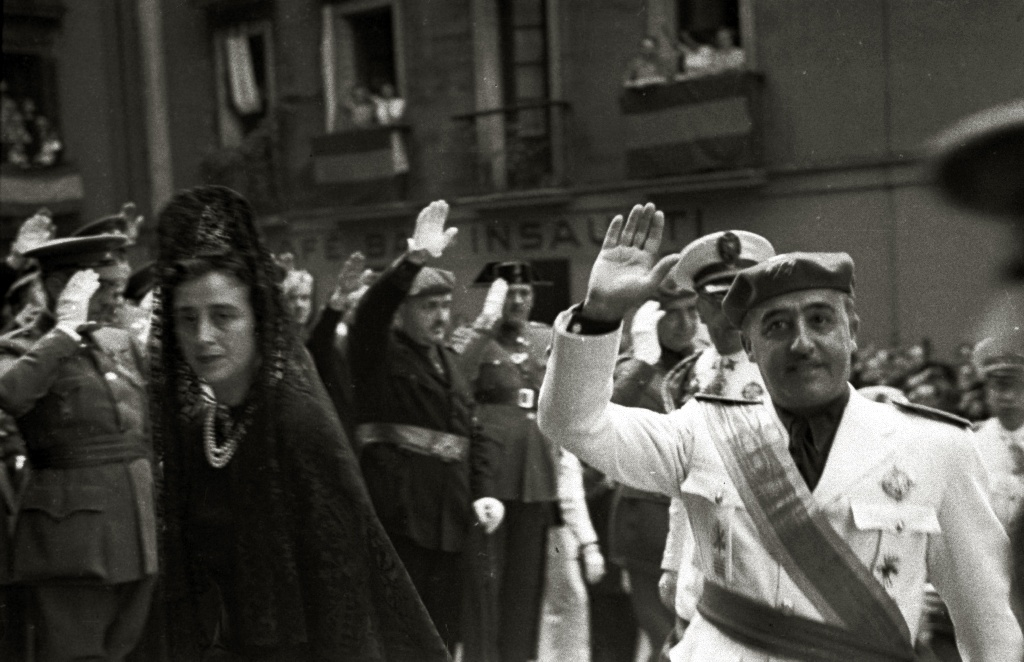
サン・セバスティアンを視察するフランコ（1941年）

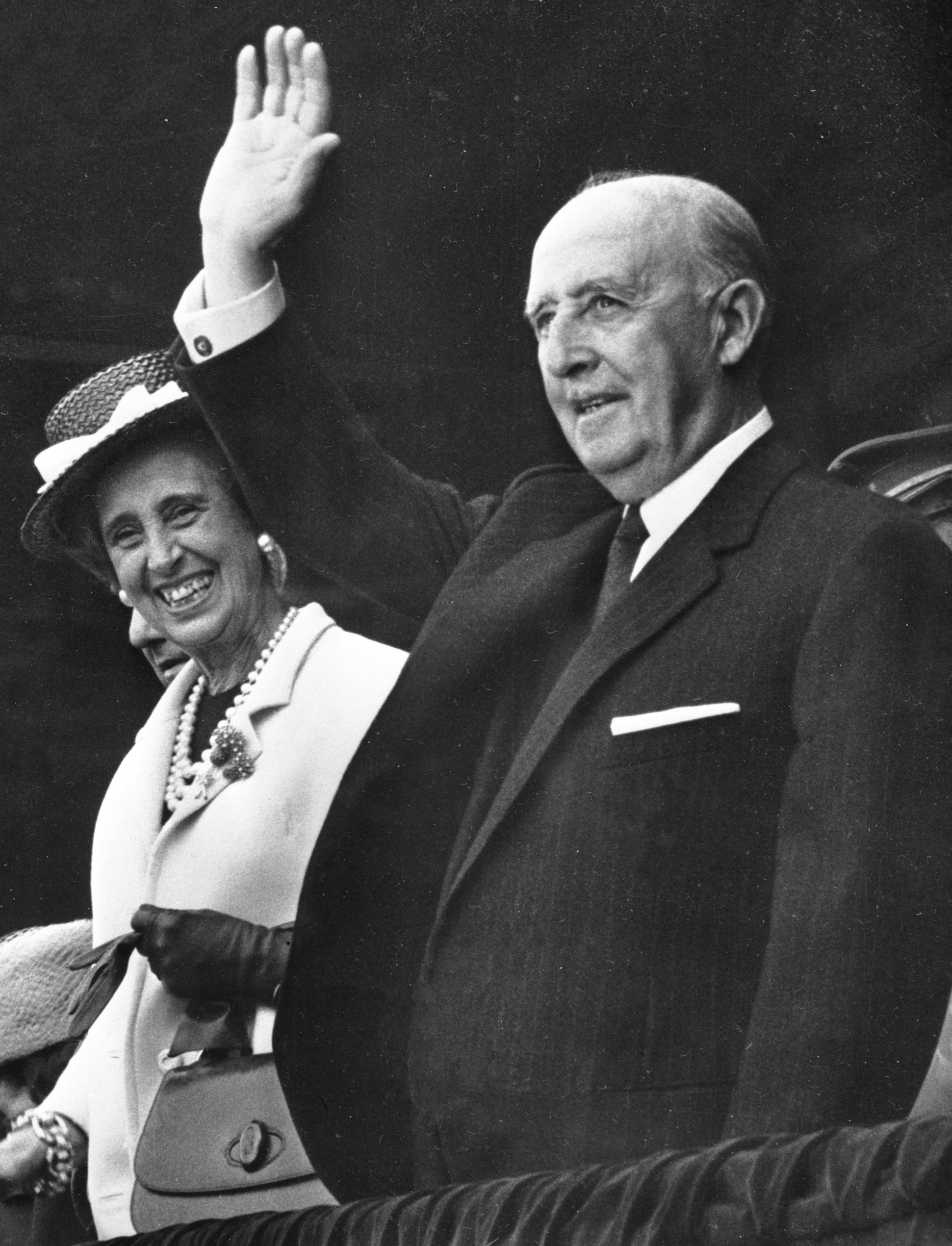
フランコとカルメン夫人（1968年）

なお、この工作において「アジアにおけるヨーロッパの権益は完全に回復するべきものである」としており、非キリスト教国である日本の要求は考慮に入れていなかった。また、枢軸国の劣勢が明らかとなった1943年7月28日、アメリカに和平調停を申し出たが、その際には駐西アメリカ大使カールトン・J・H・ヘイズに対して「彼ら（日本人）は基本的に蛮族である。彼らは最悪の帝国主義者であり、中国および極東全域の支配をもくろんでいる。フィリピンに独立を保証するという彼らの最近の約束は全く信頼できない。スペインは日本に何らのシンパシーも抱いておらず、もし軍事的に弱体でなければ太平洋戦争において喜んでアメリカと協力したいところである」と述べている。しかし、連合国もドイツもスペインを信用せず、調停には耳を貸さなかった。
スペインの中立化は、隣国ポルトガルで独裁体制を敷いていたアントニオ・サラザールの影響を大きく受けていたとされ、フランコは彼のことを「私が知っている最も尊敬に値する最も完璧な政治家はサラザールだ」とも評していた。
結果としてスペインは、大戦中は「中立国」として振る舞うことにより、自国及び植民地の戦禍を免れたが、その日和見な姿勢は連合国、特にアメリカに不信感を植え付けることとなった。

### 独裁者フランコ

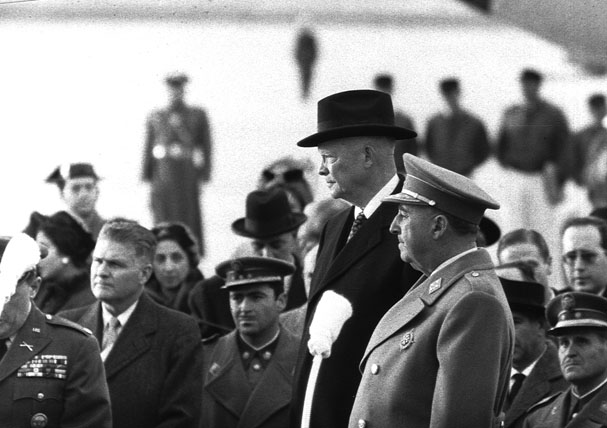
アメリカのアイゼンハワー大統領とともに（1959年）

1959年12月には、アメリカのドワイト・D・アイゼンハワー大統領と会見する。戦中は「中立国の指導者」という立場ながら、枢軸国が劣勢になる1944年ころまでは一貫して親ドイツの立場を保っていたフランコと、そのドイツを敵に連合軍の最高司令官として戦っていたアイゼンハワーの会見は、序盤こそぎこちなかったものの、お互い軍人出身という出自や、上記のようなアメリカ側の事情もあり、最終的には2人とも打ち解け、別れの際には抱擁をかわした程だった。これにより、両国の関係は飛躍的に改善される。
その後、独裁を続けるフランコを支援することに対する国内世論からの批判を受けたアメリカなどの意向に配慮して、任命制の議員の一部を選挙制に切り替えるなど（1966年）、冷戦の影響をうけて左右に揺れ動く国内の社会不安の緩和に努めた。しかし、カタルーニャやバスク地方における独立意識を削ぐために、公の場（家の中以外のすべての場所）でのカタルーニャ語やバスク語の使用を禁止するなど、一部では強硬な姿勢を取っており、この様なフランコの姿勢に対してバスク祖国と自由（ETA）によるテロなどが活発化した。

### 後継者指名と王制の復活

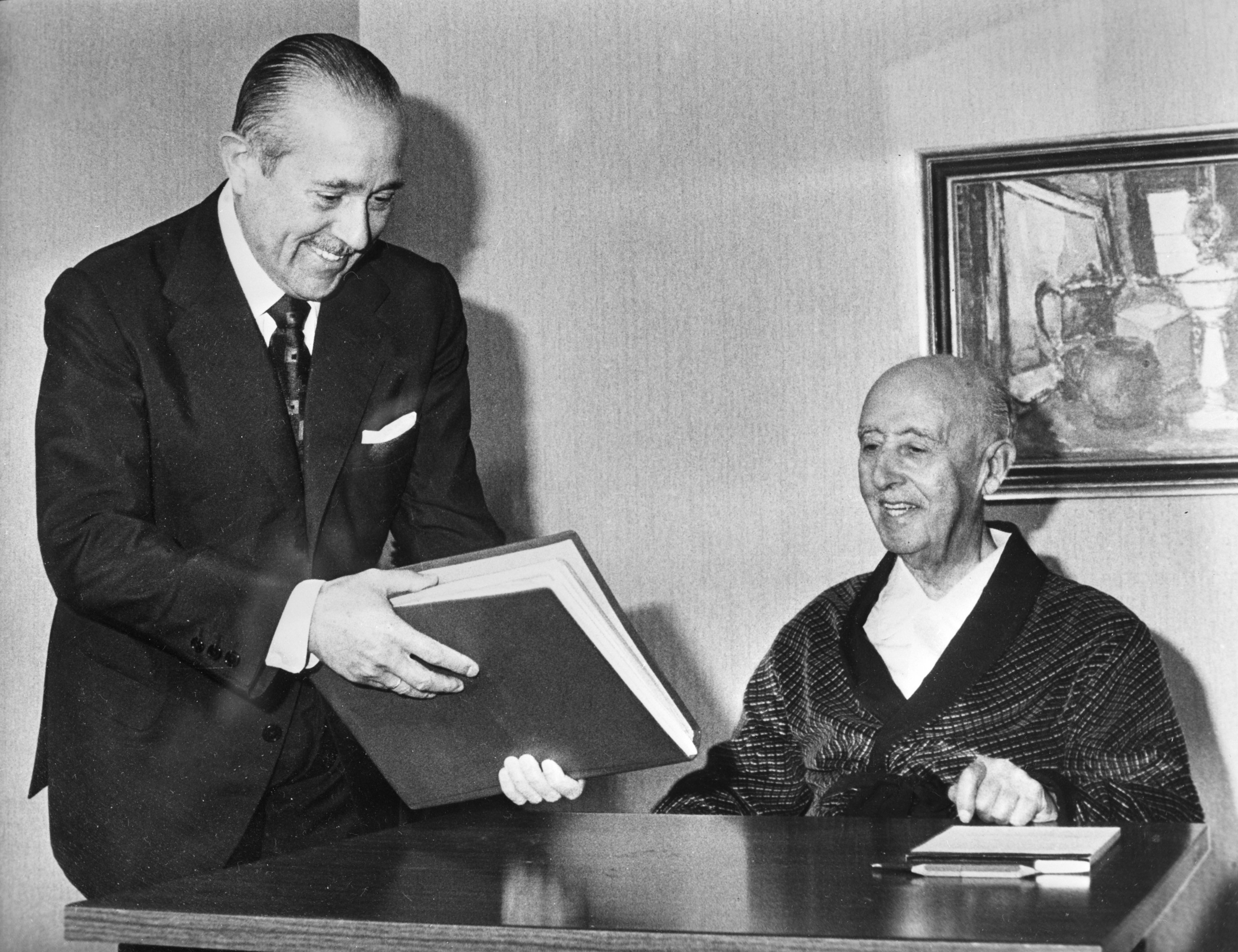
カルロス・アリアス・ナバーロとともに（1975年）

フランコは政権のあり方について、最終的には王制に移行するべきだと考えていた。これは、フランコ政権が「個人的独裁制」なので、フランコの死後、政権の枠組みをそのままの形で何者かに継承することができないことに加え、議会制民主主義がこの当時のスペインでは失敗を続けてきたため、王制の復活が最良だとしたのである。ただし、新たな王家を迎えるのか、旧王家ボルボン家（ブルボン家）による王政復古とするのかはフランコも決めかねていた。かつてスペインを治めていたアブスブルゴ家（ハプスブルク家）などへの接触もあったといわれる。
1947年に、フランコは「王位継承法」を制定し、スペインを「王国」とすること、フランコが国家元首となること、後継の国王の指名権が付与されることなどを定めた。王位継承法は7月16日の国民投票で成立し、彼は「摂政」として終身の国家元首の地位を得た。
フランコ後継として、支持基盤であった陸軍内部にはボルボン家の復帰を求める声も強く、亡命先のイタリアで死去した前国王アルフォンソ13世の息子で、ボルボン家の家長となっていたバルセロナ伯フアンを呼び戻し次期国王とするのが自然であったが、フランコは「考え方が容共的すぎる」としてこれを退けた。さらに一部にはフランコの娘マリア・デル・カルメン・フランコに自らの地位を継がせ、腹心のルイス・カレーロ・ブランコをその下につけるという意見もあったが、王制移行を希望する彼により否定された上、1973年にカレーロ・ブランコがETAによるテロで乗っていた自動車ごと爆殺されたため、この計画は頓挫した。
最終的に、フランコは1969年にアルフォンソ13世の孫（バルセロナ伯の長男）であるフアン・カルロスを自らの後継者（皇太子）に指名した。以降は心身の衰えを自覚するようになり、1975年11月20日に癌のため死去した。フアン・カルロスはフランコの遺言に従って同年11月22日に即位し、王制を復活させた。

## イデオロギー
「他のスペイン歴史上の支配者の誰よりも多くの権力を獲得した」フランコは社会のあらゆる分野に介入する権力を行使した。政治学者で歴史家のアルベルト・レイグ・タピア（Alberto Reig Tapia）によれば、フランコは政治的・イデオロギー的に「否定的な特徴」、すなわち「反＝自由主義」、「反＝フリーメーソン」、「反＝マルクス主義」などで定義されているとする。これは彼がスペインをこれらの「危機」から救うために選ばれたというフランコの信念と一致する。イデオロギーそのものは定義されていないが、閉ざされた個人的な性質をさらに考えて行くことは困難である。
フランコ自身による1930年代の議会政治の否認はよく知られており、その主な強迫観念はスペイン権益に対する「インターナショナル（自由主義）」、「ユダヤ―フリーメーソン」、「共産主義（マルクス主義）」、の陰謀の想定にあった。「軍の世界」と「鉄の宗教」に関するものに敬意を表し、陰謀の恐怖と結びつけた。 彼は武装勢力の指導者として任命されて以来、大衆の声を聞き、ほぼ日常的にロザリオを掲げて祈り、イデオロギー的枠組みを得ていた。実際、フランコ政権において軍は常に重要な役割を果たし、カトリック教会は積極的に道徳的正当性を提供し、社会規範をモデル化しようと努めた。
バルセロナの歴史学者ハビエル・トゥセル（Javier Tusell）は「明確なイデオロギーが存在しないからこそ、フランコ政権は独裁から他のものへと移行することができ、40年代はファシズム、60年代には発展主義へと移りかわった」と述べた。
また、英国の歴史家ポール・プレストン（Paul Preston)は、「フランコの歴史についての最も重要なポイントは、スペインが驚くほど簡単に民主主義を選び、スペインの未来における独裁者の計画を隅に追いやったことだ」とした。その著作Caudillo de Españaでは「フランコはその死まで、市民戦争での勝者と敗者の間で恨み深い分裂を維持」し、「1936年から1939年までの市民戦争の無慈悲な戦争努力によって左派の敵の殲滅を追い求め、後に彼の「鉄の意志」が生き残ったことは忘れてはいなかった」と述べた。つづけて「フランコ独自の特徴は、本能的に狡猾で冷酷な冷静さと気難しさを持ちあわせ、政権の力関係でライバルを操り、ラモン・セラーノ・スニェール（Serrano Suner）からバルセロナ伯ドン・ホアン（Don Juan）まで、知性と完全性の面で優れていた人々の挑戦を難なく敗北させたことだった。 フランコの業績は、国家の恩人といった呈のものではなく、常に自分の利益に奉仕した熟練した権力の操縦者のそれであった」と付け加えた。さらにこの著者は「第二次世界大戦中の中立性とスペイン経済の奇跡はフランコのリーダーシップに起因するものではない。フランコが1945年にドン・ホアンに道を開く寛大さと愛国心を持っていたとすれば、スペインはマーシャルプランの恩恵を受け、NATOとEECの設立を分かち合うため、立憲君主制になっていたはずだ」と主張している。

## 独裁政権時代の汚職
フランコ独裁政権時、家族（特に兄ニコラス・フランコ、妹ピラール・フランコと彼の娘婿の第10代ビリャベルデ侯爵クリストバル・マルティネス＝ボルディウ）において、多くの汚職が存在していた。しかしフランコは取り巻きに政治的な友愛による寛容を訴え、スキャンダルをもみ消していた。これは報道が抑圧され、自由がなかったために可能だった。
たとえば、「マドリレーニャ・金属製造工業事件(Corrupción en España参照）」の場合には、彼の兄弟は閣僚刑事会議で恩赦を受けた。フランコの妹ピラールは未亡人で10人の子供の母だったため適度な年金だけが収入源だったが、にもかかわらず膨大な財産を蓄積した。最終的にピラールはフランコの死までに年金として1250万ペセタを受け取った。
とりわけ、企業ソフィコ（SOFICO）による不動産詐欺、マテッサによる輸出援助詐欺(Caso Matesa)、コンフェクシオン・ジブラルタル事件、400万リットルの国有石油消滅事件（Ｃaso Reace）などは特に重要なスキャンダルだった。
内戦終結後、破壊や飢饉から国境を越えた闇市場など違法取引が拡大した。その後、経済発展により国は豊かになったが、「パラド宮殿」を中心とする周辺に公式の住居をもついわゆる「パルド一族」の影響を利用していた。一族は蓄積された資本を主にスイスへと回避させた。
ホセ・アントニオ・マルティネス・ソレルは次のように述べている。
「独裁の下ではコンスタントかつ広範な汚職が存在していた」。
フランコ家は「Pazo de Meirás」やガリシアの邸宅「Palacio de Cornide」、マドリード近くの 「El Canto del Pico」といった不動産、建築物など、独裁時代莫大な財産を蓄積した。その財産についてのリサーチ・ブックを出版しているマリアーノ・サンチェス・ソラーによると、その家族は150以上の異なる企業と3600〜6000万ユーロにも上る資産を持っていたとされる。
2008年、左派政党Unidaは国家への財産権返還要求を議会に法案として提出したが、最終的に当時の社会労働党（PSOE)政権は、それは「文化的関心事」であるし、市民による訪問は許可されるものの（その所有は）フランコ家の権限にとどまるとした。この件に関して、保守政党の国民党（PP）は提示されたイニシアチブのいずれにも反対した。

## フランコ没後のスペイン

### 王政復古と民主化
1975年にフランコが亡くなると、彼の遺言どおりにスペインにボルボン王朝が復活した。国王に即位したフアン・カルロス1世は、彼のもとで帝王学の教育を受けていたこともあり、そのまま独裁政治を受け継ぐかと思われたが、一転して政治の民主化を推し進め、西欧型の自由主義国家への転換を図った。
1977年には41年ぶりに総選挙が行われ、1978年に新憲法が承認されてスペインは立憲君主制国家として再建された。その後、1981年2月に国王を擁した上での軍部独裁政権復活を目論んだ、軍及び治安警備隊一部勢力による軍事クーデター未遂事件（23-F）が起きるも、フアン・カルロス1世が不支持の姿勢を明確に打ち出したことなどからクーデターは失敗し、スペインに民主主義が完全に定着することとなった。
なお、フランコの一人娘であるカルメン・フランコ・イ・ポールは王政復古直後にフランコ女公爵に叙位された。

### 歴史の記憶法

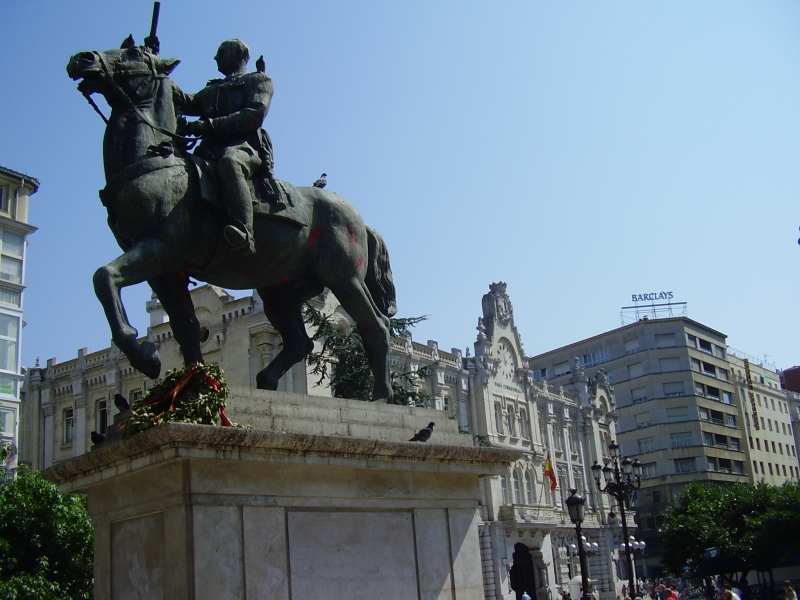
サンタンデール市のフランコ像（2006年）

2007年10月31日、スペイン下院議会はスペイン内戦とフランコ政権下の犠牲者の名誉回復、公の場でのフランコ崇拝の禁止などを盛り込んだ「内乱と独裁期に迫害と暴力を受けた人々のための権利承認と措置を定めた法（La Ley por la que se reconocen y amplían derechos y se establecen medidas en favor de quienes padecieron persecución o violencia durante la Guerra Civil y la Dictadura）」、通称「歴史の記憶法」を与党社会労働党などの賛成多数で可決（Historical Memory Bill）。同年、上院でも可決成立した。
2008年10月より、「歴史の記憶法」に基づき、バルタサール・ガルソン予審判事は内戦被害者調査に着手。10月には、スペイン内戦中とフランコ政権初期に、反乱軍によって住民が虐殺されるなどの人道に対する罪、戦争犯罪が行われたとして、スペイン全土に1,400か所あると思われる犠牲者が埋められている集団墓地の発掘や関係者の訴追など、人道犯罪調査を行うと発表した。一方、ハビエル・サラゴサ検事局長は、1977年に制定された特赦法「移行協定」により恩赦が成立しているとして、フランコ政権下の犯罪はすべて免責されているとの立場を示し、対立が起きた。
10月16日、ガルソン判事は、内戦中及び独裁政権時代に住民の殺害や拉致を命じたとして、すでに死去しているフランコ以下35人の政権要人を、人道に対する罪等で起訴した。
11月6日、ガルソン判事の調査が終了し、全国25カ所の集団墓地からの犠牲者発掘を命じた。翌7日、サラゴサ検事は案件は全国管区裁判所の管轄外だとして異議申し立てを行い、これを受けて11月28日、全管裁刑事法廷は集団墓地からの遺体発掘命令を停止すると決定した。同法廷のペドラサ判事は異議申し立ての処理が終了するまでガルソン判事の発掘命令とフランコ裁判を中止すべきと要請、同法廷全体会議にかけられ、これが認められた。
アムネスティ・インターナショナルは、内戦中及びフランコ政権下で市民11万4千人が殺害若しくは行方不明になっているとして、スペイン政府に犠牲者のための真実を解明するよう求めている。
スペインには数多くのフランコ像があったが、2008年12月、サンタンデールの広場にあった7メートルのブロンズ像（1964年建立）を最後に、本土からすべて撤去された。
2021年2月23日、モロッコに囲まれたスペインの飛び地領メリリャから、スペインの国土に残る公共の場の最後のフランコ像が撤去された。

## 人道に対する罪
2008年10月16日、当時の予審判事バルタサール・ガルソンによって、独裁政権時の他の幹部とともにフランコは「人道に対する罪、理由なき違法拘禁の恒久的犯罪」の咎で起訴された。この予審決定（予審判決）書で判事は「市民戦争から戦後にかけて、政治的、イデオロギー的、宗教的、またはその他の所属に関係なく、激しい暴力行為、虐殺、重大な権利侵害を被った全ての被害者に最大限の敬意を払う」とした上で、裁判の任務は「内戦の司法審査を行うこと」ではないと述べた。決定事項書は以下のように続いた。
上記および1936年7月18日以降実際に行なわれた武装蜂起または反乱、それは完全に計画された決定であり、当時のスペイン政府を終結させ、国家組織に責任を負う被害者の逮捕、拘留、拷問、強制的な失踪、政治的、イデオロギー的理由による何千人もの人々の身体的排除、また何千人もの人々の亡命と追放を促進するための手段として、あるいは少なくともその不可欠なステップとして、内戦終了後の数年に渡り、国内外、大規模または小規模に続いた状況をこの調査で具体化させようと試みる。そしてそれぞれの事件で行為者と責任者を個別化し、すでに死亡した被告に対する刑事責任の可能性を解決する。 [...]人道に対する犯罪のカテゴリーは、基本的かつ基礎的な原則から始まる。これらの行動は、生命、完全性、尊厳、自由など市民社会が構成されている柱や法治国家そのもの、最も基本的な権利において人間に属するものを最も残忍な形で攻撃する。
2008年10月16日、国家裁判所第5号中央裁判所決定
そののち、同年11月18日、同裁判所は死亡認定の後、その責任を消滅させることを決定した。

## Exhumación (墓の掘り起こし）

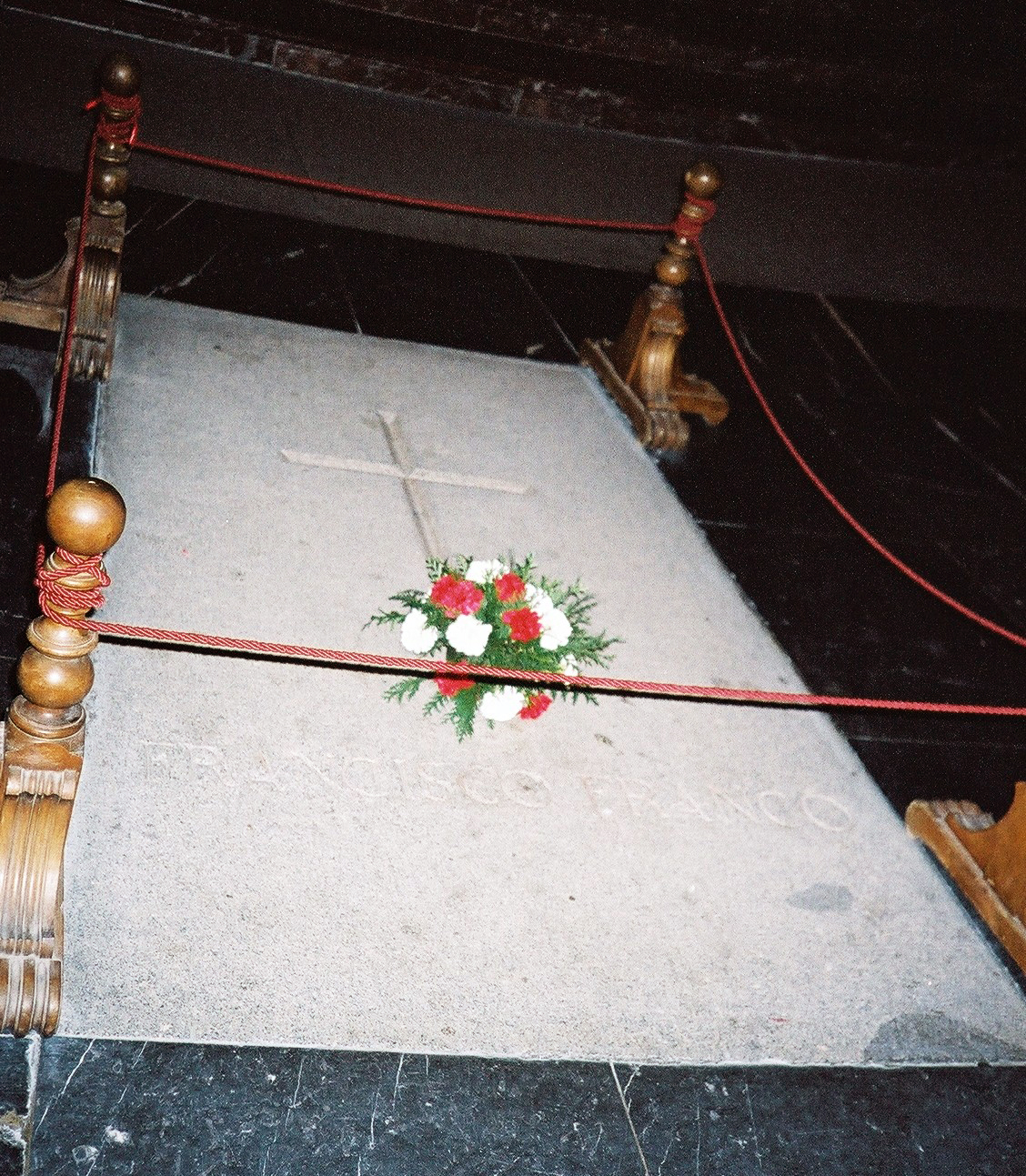
戦没者の谷にあったフランコの墓

2018年8月24日、スペイン政府は内戦犠牲者から離れた別の場所へと墓を移動させるため、戦没者の谷（Valle de los Caídos）からフランコの遺骸を改葬する法案を承認した。ペドロ・サンチェス首相は2007年に承認された歴史記憶法（la Ley de memoria histórica）の適用に基づき、国際組織からの勧告同様、民主国家に独裁者を高く評価する公的建造物が存在する必要があるとは思わないとした。
2018年9月13日、下院議会は政府が提示した法案を検証した。PSOE、ウニードス・ポデモス、PNV、ERC、PDeCAT、コンプロミス、EH Bildu、カナリア連合と新カナリアらによる172の賛成票を受けて可決された。
2019年6月4日、最高裁判所は棺の掘り起こしに反対する同総統の子孫による上訴が検討されている間、掘り起こしを一時中断する判断を下したが、訴えは退けられ、10月24日、掘り起こされた遺体は戦没者の谷から移送され、ミンゴルビオ墓地にある総統の妻の墓のそばに再埋葬された。